# Большое Выжлятниково
Большое Выжлятниково — деревня в Селижаровском муниципальном округе Тверской области.

## География
Находится в западной части Тверской области на расстоянии приблизительно 19 км на юго-запад по прямой от административного центра округа поселка Селижарово.

## История
Деревня была показана (тогда Выжлятникова) ещё на карте 1825 года. В 1859 году здесь (деревня Осташковского уезда Тверской губернии) было учтено 8 дворов, в 1939 — 47. До 2020 года входила в состав Дмитровского сельского поселения Селижаровского района до их упразднения.

## Население
Численность населения: 81 человек (1859 год), 27 (русские 93 %) в 2002 году, 10 в 2010.